# میترا

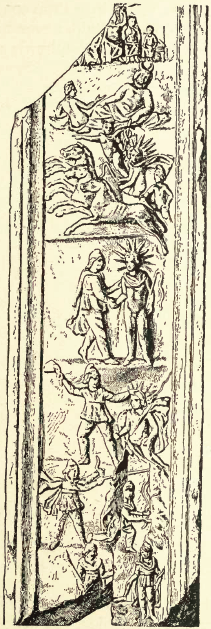
نقش برجسته از ویرونوم (اتریش)، که میتراس را با یک کلاه فریگی در حال صعود به آسمان با ارابهٔ خورشیدی، دست دادن با سول، قرار دادن هاله‌ای از نور بر سر سول (مظهر خورشید) و انجام معجزهٔ آب (تیراندازی به صخره و بیرون آوردن آب از آن) نشان می‌دهد.

میترا یا میثِره، (زبان نیاهندوایرانی: * mitrás) نام یک ایزد هندوایرانی است که نام و برخی ویژگی‌های آن از میترا (ودایی) در ریگ ودا و همچنین مهر (ایزد ایرانی) در زبان اوستایی مشتق شده است. میترا بزرگ‌ترین ایزد پیش از پیدایش زرتشت است. او همچنین به میتراس در امپراتوری روم در طول قرن‌های دوم و سوم میلادی، شهرت دارد و آیین میترائیسم حول محور او شکل می‌گیرد. از دیرباز، پرستش این ایزد در میان طوایف آریایی مرسوم بود و پیروانی بسیار داشت.
کهن‌ترین سند که در آن نام ایزد میترا آمده است، پیمان‌نامهٔ میتانی (۱۳۱۷ پیش از میلاد) است. پیمان‌نامهٔ میتانی «میترا» را به عنوان نگهبان «پیمان» معرفی می‌کند. میترا به زبان سانسکریت به معنای «دوست» آمده است.
اسامی (و گهگاه برخی از خصوصیات) این دو شخصیت قدیمی‌تر متعاقباً برای سایر چهره‌ها نیز به کار گرفته شد:
میترا در پادشاهی کوشان به زبان باختری «میرو» Miiro نامیده می‌شد.
یک شکل مشتق شده از میترا، میتریا، نام آخرین موعود در آیین بودایی است.
در آناتولی دوران هلنیستی، میترای اوستایی با چهره‌های مختلف محلی و یونانی ترکیب شد که منجر به چندین گونه مختلف آپولون - هلیوس - میترائیسم - هرمس -استیلبون شد.

## نام
| زبان             | تلفظ                                | معنی                |
| ---------------- | ----------------------------------- | ------------------- |
| سانسکریت ودایی   | میترا (Mitra)                       | عهد و پیمان         |
| زبان سانسکریت    | میترا مایتریا                       | دوست، دوستی         |
| زبان اوستایی     | میثرا (Mithra)                      |                     |
| زبان فارسی میانه | مهر (myhr)                          | محبت                |
| خط مانوی         | مهریزد (myhryazd)                   | روح زنده            |
| زبان سغدی        | میشی (Miši)                         |                     |
| زبان یونانی      | میثراس (Mithras)                    |                     |
| زبان باختری      | میرو (Miuro)                        |                     |
| دولت یونانی بلخ  | میرو (Mithro, Miiro, Mioro , Miuro) |                     |
| زبان پالی        | متّییا متون بودایی                   | دوستی               |
| زبان ژاپنی       | میروکو (Miroku)                     | شکست‌ناپذیر          |
| زبان لاتین       | سول اینویکتوس                       | «خورشید شکست‌ناپذیر» |

در زبان‌های سانسکریت و مادی «میتَر»، زبان اوستایی «میثر»، زبان پارتی و زبان فارسی میانه (ساسانی) مهر و سغدی «میشی» خوانده می‌شود و اگر میترا را واژه‌ای هندواروپایی فرض کنیم، قدمتش تقریباً به ۳۵۰۰ پیش از میلاد مسیح می‌رسد.
جولیانو بونفانته نیز معتقد است که قدمت میترا به سه هزار سال پ. م یعنی به دوران هندواروپایی‌ها می‌رسد. وی بر این نظر تأکید دارد که مفهوم «پیمان» در میترا ریشهٔ هندواروپایی دارد نه هندوایرانی. ژرژ دومزیل اسطوره‌شناس فرانسوی آورده است که «میترا ایزدی هندواروپایی است.» دومزیل با اعتقاد به اهمیت ایزدشناسی هندواروپایی به این نتیجه رسید که مفهوم میترا از «مبادله» به «پیمان» و سپس به «دوستی» تغییر یافته است.
ایلیا گرشویچ ایرانشناس روسی، معتقد است که برای شناخت معنی واژهٔ میترا، بررسی چهار منبع قدیمی مربوط به این ایزد شامل پیمان‌نامهٔ میتانی، اسناد ریگ ودا، اسناد مربوط به مهر (ایزد ایرانی) و میتراس ضروری است.

### تولد

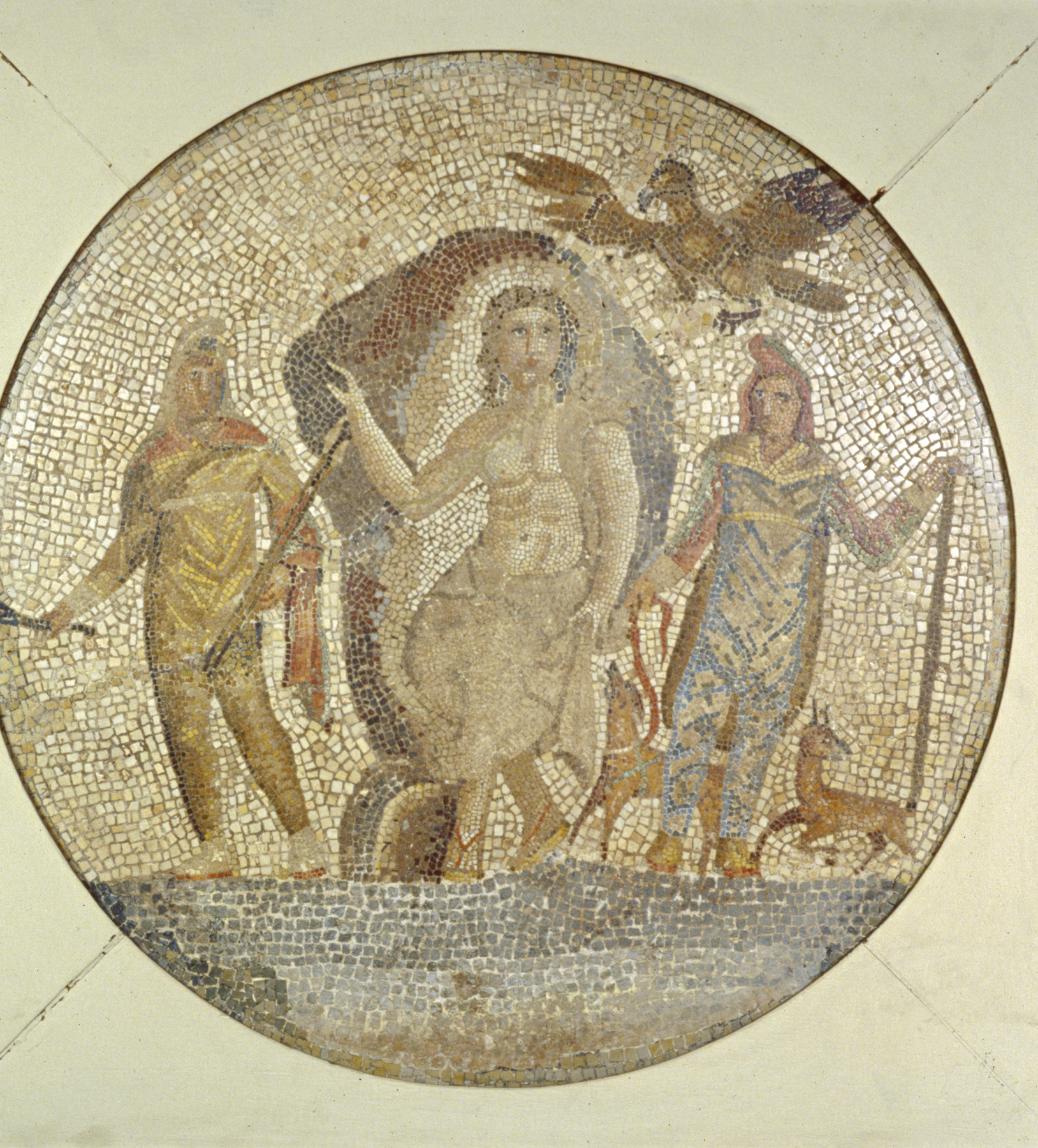
یک موزاییک کف، تولد میتراس را به تصویر می‌کشد. او که از یک صخره بیرون می‌آید، دو ملازمش، کوتس و کوتوپاس، در کنار او قرار دارند. بر فراز او کلاغ پرواز می‌کند که با اسطوره آفرینش مرتبط است.

#### تولد میتراس
روز تولد:
- به گفتهٔ ام.جی. ورماسرن و سی.سی. اسن، سال نوی میترایی و تولد میترا در ۲۵ دسامبر بود.[۹] اما کلاوس با این نظر مخالف است و بیان می‌کند:

«اسرار میترایی هیچ مراسم عمومی خاصی نداشتند. کسانی که به آیین میترایی وارد می‌شدند باید سوگند رازداری و فداکاری می‌نوشتند، جشنی که در ۲۵ دسامبر برگزار شد، جشنواره عمومی جشنواره «دایس ناتالیس سولیس اینویکتی» به معنای «تولد خورشید شکست‌ناپذیر» مربوط به خدای خورشید بود، و به هیچ وجه خاص اسرار میترایی نبود.»
تولد میتراس به چندین صورت متفاوت در روایت‌های میترایی آمده و به صورت نقش برجسته بر جا مانده است. در برخی نقش‌ها، کوتس و کوتوپاس نیز حاضرند و گاهی این دو به صورت چوپان نشان داده می‌شوند.در برخی نقش‌ها، این دو به تولد میتراس کمک می‌کنند.
- آمده است که او زاییدهٔ روشنایی است و از دل سنگی زاده شده است. میتراس در این حالت کاملاً عریان است و کلاه فریگی به سر دارد، دستش را بلند کرده و خنجری و مشعلی را در دست گرفته است. این تصویر از تولد میتراس در مهرابه‌های اروپایی موجود است.[۱۳][۱۴]
- در نقش برجسته‌ای در دیبورگ آلمان میتراس کودک هنگام زایش در دست راست دشته‌ای دارد و در دست چپ کرهٔ جهان را روی دست بلند کرده است که نشانه‌ای از فرمانروایی او بر جهان است.[۱۵]

#### تولدمهر (ایزد ایرانی)
روز تولد:
- زمان زاییده شدن مهر در شب یلداست که چندین هزاره در ایران سابقه دارد، ۳۰ آذر یا ۲۰ دسامبر کوتاه‌ترین روز و بلندترین شب را در طول سال دارد اما بلافاصله پس از آغاز دی، روزها به تدریج بلندتر و شب‌ها کوتاه‌تر می‌شود، به این دلیل این شب را شب یلدا به معنی تولد «خورشید شکست‌ناپذیر» که همان ایزد مهر بود، نامیده‌اند. با توجه به معنی یلدا، ارتباط آن با خورشید و ایزد مهر بهتر نمایان می‌شود؛ در برهان قاطع ذیل واژهٔ یلدا چنین آمده است: یلدا کلمه‌ای است سریانی به معنای «میلاد» عربی که شب اول زمستان و شب آخر پاییز است. شب یلدا پیوند استواری با مهر دارد، از این هنگام مهر بر تاریکی چیره می‌شود و روز رو به افزایش می‌رود.[۱۶]
- پیروان دین مهر چون باور داشتند که مادر مهر در آب از تخمهٔ زرتشت بارور شده زایش او را از میان غنچهٔ نیلوفر که مانند میوهٔ کاج است در صحنه‌های زایش باز نموده‌اند.[۱۷] برخی گفته‌اند که این نطفه درون نیلوفری در آب دریاچهٔ هامون (کیانسیه) نگهداری می‌شده است؛ شاید از اینروست که تصاویر را گاه بر نیلوفر آبی یا لوتوس نشان داده‌اند.[۱۶]
- در روایتی زرتشتی، تخمه زرتشت در آب دریاچهٔ هامون فعلی جای داشت مانند مروارید در گل نیلوفر آبی و توسط ۹۹۹۹۹ موکل نگهبان نگهداری می‌شد. بارور شدن «آناهیتا» پس از شستشوی خود در آن آب و زایش مهر، یکی از بارزترین مشخصه‌های مهری است.[۱۸]
- نمادهای مهری پیوند خاصی با آب دارند، همانند بارور شدن دوشیزه در آب و بارور شدن صدف و پروراندن مروارید در آب باعث شده است که پیروان مهر/میترا تصور کنند که او چون مروارید از میان صدف زاییده شده است. پس از مروارید و صدف بهترین نماد در داستان نگهداری و پروراندن تخمهٔ سوشیانت در آب، دلفین بود. بر اساس نقش‌ها و تندیس‌های موجود در پرستشگاه‌های مهری بهترین نماد درخور نگهداری و پروراندن تخمه در آب، دلفین بود؛ دلفین فرزند خود را مانند پستانداران با دادن شیر در آب بار می‌آورد، پس می‌تواند از میترا در آب نگهداری کند.[۱۶]
- * در روایتی آمده است که مهر در غاری زاییده شده و از این رو غار در آیین‌های مهری و در ساختمان‌های پرستشگاهی و زیارتی مهری اهمیت بسیاری دارد. نقشی موجود است که هنگام زایش مهر شبانان در کنار او هستند.[۱۹] در روایتی ایرانی از تولد مهر آمده است، از دل سیاهی شبی دراز و سرد، مهر در یک غار گود و کم ارتفاع در میان کوه‌های البرز و از دل سنگی به دنیا می‌آید. برخی زاده شدن مهر از درون سنگ را استعاره از فروغ ناشی از برخورد دو سنگ به هم می‌دانند.[۱۶]
- در روایتی، آناهیتا، الهه باروری آریایی، مهر را به صورت باکره درون غاری در تاریکی مطلق به دنیا می‌آورد. در این روایت گاهی از سه چوپان بعضی روایات دو چوپان، در هنگام زایش وی درون غار حضور دارند. آناهیتا پس از زایش مهر وی را روی برگ گل نیلوفری قرار می‌دهد.[۱۶]

## میترا در ریگ ودا و اوستای نو
|  |  |  |  |  |  |  |  |  |  |  |  |  |  |          |          |          |          |          |          |  |  |                                                                      |                                                                      |                                                                      |                                                                      |                                                                      |                                                                      |  |  |           |           |           |           |           |           | مردمان هندوایرانی آریایی طبیعت‌پرستی |  |            |            |            |            |            |            |  |  |  |  |  |  |                                                           |                                                           |                                                           |                                                           |                                                           |                                                           |  |  |  |  |  |  |  |  |  |  |  |  |  |  |  |  |  |  |  |  |  |  |  |  |  |  |  |  |  |  |  |  |  |  |  |  |  |  |  |  |  |  |  |  |  |  |  |  |  |  |  |  |  |  |  |  |  |  |  |  |  |  |
|  |  |  |  |  |  |  |  |  |  |  |  |  |  |          |          |          |          |          |          |  |  |                                                                      |                                                                      |                                                                      |                                                                      |                                                                      |                                                                      |  |  |           |           |           |           |           |           |                                     |  |            |            |            |            |            |            |  |  |  |  |  |  |                                                           |                                                           |                                                           |                                                           |                                                           |                                                           |  |  |  |  |  |  |  |  |  |  |  |  |  |  |  |  |  |  |  |  |  |  |  |  |  |  |  |  |  |  |  |  |  |  |  |  |  |  |  |  |  |  |  |  |  |  |  |  |  |  |  |  |  |  |  |  |  |  |  |  |  |  |
|  |  |  |  |  |  |  |  |  |  |  |  |  |  |          |          |          |          |          |          |  |  |                                                                      |                                                                      |                                                                      |                                                                      |                                                                      |                                                                      |  |  |           |           |           |           |           |           |                                     |  |            |            |            |            |            |            |  |  |  |  |  |  |                                                           |                                                           |                                                           |                                                           |                                                           |                                                           |  |  |  |  |  |  |  |  |  |  |  |  |  |  |  |  |  |  |  |  |  |  |  |  |  |  |  |  |  |  |  |  |  |  |  |  |  |  |  |  |  |  |  |  |  |  |  |  |  |  |  |  |  |  |  |  |  |  |  |  |  |  |
|  |  |  |  |  |  |  |  |  |  |  |  |  |  |          |          |          |          |          |          |  |  | مردمان ایرانی‌تبار ———— اهوراها ———— دائوا/دیو شیاطین ———— میترا-مزدا | مردمان ایرانی‌تبار ———— اهوراها ———— دائوا/دیو شیاطین ———— میترا-مزدا | مردمان ایرانی‌تبار ———— اهوراها ———— دائوا/دیو شیاطین ———— میترا-مزدا | مردمان ایرانی‌تبار ———— اهوراها ———— دائوا/دیو شیاطین ———— میترا-مزدا | مردمان ایرانی‌تبار ———— اهوراها ———— دائوا/دیو شیاطین ———— میترا-مزدا | مردمان ایرانی‌تبار ———— اهوراها ———— دائوا/دیو شیاطین ———— میترا-مزدا |  |  |           |           |           |           |           |           |                                     |  |            |            |            |            |            |            |  |  |  |  |  |  | هندوآریایی ———— اسوراها ———— دوا خدایان ———— میترا-وارونا | هندوآریایی ———— اسوراها ———— دوا خدایان ———— میترا-وارونا | هندوآریایی ———— اسوراها ———— دوا خدایان ———— میترا-وارونا | هندوآریایی ———— اسوراها ———— دوا خدایان ———— میترا-وارونا | هندوآریایی ———— اسوراها ———— دوا خدایان ———— میترا-وارونا | هندوآریایی ———— اسوراها ———— دوا خدایان ———— میترا-وارونا |  |  |  |  |  |  |  |  |  |  |  |  |  |  |  |  |  |  |  |  |  |  |  |  |  |  |  |  |  |  |  |  |  |  |  |  |  |  |  |  |  |  |  |  |  |  |  |  |  |  |  |  |  |  |  |  |  |  |  |  |  |  |
|  |  |  |  |  |  |  |  |  |  |  |  |  |  |          |          |          |          |          |          |  |  | مردمان ایرانی‌تبار ———— اهوراها ———— دائوا/دیو شیاطین ———— میترا-مزدا | مردمان ایرانی‌تبار ———— اهوراها ———— دائوا/دیو شیاطین ———— میترا-مزدا | مردمان ایرانی‌تبار ———— اهوراها ———— دائوا/دیو شیاطین ———— میترا-مزدا | مردمان ایرانی‌تبار ———— اهوراها ———— دائوا/دیو شیاطین ———— میترا-مزدا | مردمان ایرانی‌تبار ———— اهوراها ———— دائوا/دیو شیاطین ———— میترا-مزدا | مردمان ایرانی‌تبار ———— اهوراها ———— دائوا/دیو شیاطین ———— میترا-مزدا |  |  |           |           |           |           |           |           |                                     |  |            |            |            |            |            |            |  |  |  |  |  |  | هندوآریایی ———— اسوراها ———— دوا خدایان ———— میترا-وارونا | هندوآریایی ———— اسوراها ———— دوا خدایان ———— میترا-وارونا | هندوآریایی ———— اسوراها ———— دوا خدایان ———— میترا-وارونا | هندوآریایی ———— اسوراها ———— دوا خدایان ———— میترا-وارونا | هندوآریایی ———— اسوراها ———— دوا خدایان ———— میترا-وارونا | هندوآریایی ———— اسوراها ———— دوا خدایان ———— میترا-وارونا |  |  |  |  |  |  |  |  |  |  |  |  |  |  |  |  |  |  |  |  |  |  |  |  |  |  |  |  |  |  |  |  |  |  |  |  |  |  |  |  |  |  |  |  |  |  |  |  |  |  |  |  |  |  |  |  |  |  |  |  |  |  |
|  |  |  |  |  |  |  |  |  |  |  |  |  |  |          |          |          |          |          |          |  |  |                                                                      |                                                                      |                                                                      |                                                                      |                                                                      |                                                                      |  |  |           |           |           |           |           |           |                                     |  |            |            |            |            |            |            |  |  |  |  |  |  |                                                           |                                                           |                                                           |                                                           |                                                           |                                                           |  |  |  |  |  |  |  |  |  |  |  |  |  |  |  |  |  |  |  |  |  |  |  |  |  |  |  |  |  |  |  |  |  |  |  |  |  |  |  |  |  |  |  |  |  |  |  |  |  |  |  |  |  |  |  |  |  |  |  |  |  |  |
|  |  |  |  |  |  |  |  |  |  |  |  |  |  | مهرپرستی | مهرپرستی | مهرپرستی | مهرپرستی | مهرپرستی | مهرپرستی |  |  |                                                                      |                                                                      |                                                                      |                                                                      |                                                                      |                                                                      |  |  | مزداپرستی | مزداپرستی | مزداپرستی | مزداپرستی | مزداپرستی | مزداپرستی |                                     |  |            |            |            |            |            |            |  |  |  |  |  |  |                                                           |                                                           |                                                           |                                                           |                                                           |                                                           |  |  |  |  |  |  |  |  |  |  |  |  |  |  |  |  |  |  |  |  |  |  |  |  |  |  |  |  |  |  |  |  |  |  |  |  |  |  |  |  |  |  |  |  |  |  |  |  |  |  |  |  |  |  |  |  |  |  |  |  |  |  |
|  |  |  |  |  |  |  |  |  |  |  |  |  |  | مهرپرستی | مهرپرستی | مهرپرستی | مهرپرستی | مهرپرستی | مهرپرستی |  |  |                                                                      |                                                                      |                                                                      |                                                                      |                                                                      |                                                                      |  |  | مزداپرستی | مزداپرستی | مزداپرستی | مزداپرستی | مزداپرستی | مزداپرستی |                                     |  |            |            |            |            |            |            |  |  |  |  |  |  |                                                           |                                                           |                                                           |                                                           |                                                           |                                                           |  |  |  |  |  |  |  |  |  |  |  |  |  |  |  |  |  |  |  |  |  |  |  |  |  |  |  |  |  |  |  |  |  |  |  |  |  |  |  |  |  |  |  |  |  |  |  |  |  |  |  |  |  |  |  |  |  |  |  |  |  |  |
|  |  |  |  |  |  |  |  |  |  |  |  |  |  |          |          |          |          |          |          |  |  |                                                                      |                                                                      |                                                                      |                                                                      |                                                                      |                                                                      |  |  |           |           |           |           |           |           |                                     |  |            |            |            |            |            |            |  |  |  |  |  |  |                                                           |                                                           |                                                           |                                                           |                                                           |                                                           |  |  |  |  |  |  |  |  |  |  |  |  |  |  |  |  |  |  |  |  |  |  |  |  |  |  |  |  |  |  |  |  |  |  |  |  |  |  |  |  |  |  |  |  |  |  |  |  |  |  |  |  |  |  |  |  |  |  |  |  |  |  |
|  |  |  |  |  |  |  |  |  |  |  |  |  |  |          |          |          |          |          |          |  |  | مزداپرستی غیر زرتشتی                                                 | مزداپرستی غیر زرتشتی                                                 | مزداپرستی غیر زرتشتی                                                 | مزداپرستی غیر زرتشتی                                                 | مزداپرستی غیر زرتشتی                                                 | مزداپرستی غیر زرتشتی                                                 |  |  |           |           |           |           |           |           |                                     |  | دین زرتشتی | دین زرتشتی | دین زرتشتی | دین زرتشتی | دین زرتشتی | دین زرتشتی |  |  |  |  |  |  |                                                           |                                                           |                                                           |                                                           |                                                           |                                                           |  |  |  |  |  |  |  |  |  |  |  |  |  |  |  |  |  |  |  |  |  |  |  |  |  |  |  |  |  |  |  |  |  |  |  |  |  |  |  |  |  |  |  |  |  |  |  |  |  |  |  |  |  |  |  |  |  |  |  |  |  |  |

میترا، ایزدی اسطوره‌ای است که گاه در ریگ ودا و اوستا با صفات و ویژگی‌های همسانی ظهور می‌یابد. این امر می‌تواند بیانگر روزگار یگانگی این دو قوم آریایی باشد. این صفات مشترک عبارتند از:
- بینایی و خردمندی و نیرومندی، در ریگ ودا «چون به سخن درآید مردم را به کار برمی‌انگیزد، میترا زمین و آسمان هر دو را نگاه می‌دارد، میترا مردم را با چشمانی که بسته نمی‌شود می‌نگرد. تمام پنج نژاد، همه مردم آریایی به میترا توسل می‌جویند.

که در یاری نیرومند می‌باشد، چون او نگاهدارنده همه خدایان است. میترا به خدایان و به مردم زنده و به آنکه علف مقدس را می‌گسترد، در اجرای قانون مقدس روزی می‌دهد.» در اوستا نیز بر قدرت بینایی مهر تأکید شده، «او هر که را دروغ بگوید، می‌بیند.» نیرومندی و نیروبخشی، میترا چه در ریگ ودا – که نسبت به اوستا حضور کمتری دارد- و چه در اوستا بسیار نیرومند و نیروبخش است.
- دهندهٔ نعمت و برکت، در ریگ ودا، میترا دهندهٔ روزی و نعمت به مردم شناخته می‌شود. در اوستا هم مهر با پیروانش پیمان بسته که به آنها برکت و نعمت بخشد.
- حافظ و نگهبان، میترا در ریگ ودا حافظ و نگهدارندهٔ زمین و آسمان، انسان‌ها و همهٔ خدایان است و لطف او عام خوانده شده. مهر در اوستا هم نگهبان همهٔ آفریدگان آمده و این وظیفه را اهورامزدا بر عهده‌اش نهاده تا هشیارانه نگهبان آفرینش باشد.
- حمایتگری و یاریگری، در ریگ ودا، میترا حمایتگر مردمان و نگهدارندهٔ همهٔ خدایان به شمارمی‌آید. مهر در اوستا هم یاری‌کنندهٔ هم‌پیمانانش است.
- پدیدآورنده باران، میترا پدیدآورندهٔ باران است و این باوری است که هند و ایران بدان توجّه داشتند.
- آورندهٔ روز، روزآفرینی، از دیگر کنش‌های میترا در ریگ ودا و اوستا است.[۲۰]

میترا با وجودِ داشتن ویژگی‌های همسان؛ گاه با کنش‌هایی متفاوت در اوستا نسبت به ریگ ودا توصیف می‌شود. علّت تفاوت چهرهٔ فعّال مهر در اوستا نسبت به رویکرد انفعالی‌اش در ریگ ودا، نیاز اجتماعی و بافت فرهنگی مردمان ایرانی‌تبار است که مهر در آن دیرتر پاییده است.
تفاوت‌های مهر با میترای ریگ ودا:
- مقام قضاوت و داوری پس از مرگ، ایزد مهر وظیفه داوری روان پس از مرگ را به عهده دارد، هنگام سوگند به او قسم می‌خورند، رسیدگی به دعواهای قضایی و امور حقوقی با حمایت او انجام می‌شد. در سنت زرتشتی، دادگاه روان پس از مرگ سه داور دارد که در راس آنها مهر قرار دارد و سروش و رَشن همکاران او می‌باشند.[۸]
- جنگاوری در سراسر مهریشت سخن از بزرگی و جنگاوری مهر است.[۲۱]
- پاسداری از پیمان و عهد، برجسته‌ترین ویژگی ایزد مهر است. در مهریشت از زمان اهورامزدا به زرتشت فرمان به پاسداری از پیمان بسته شده صادر گردیده و شکستن پیمان به هیچ بهانه‌ای جایز نیست.[۸] مهر از سوی دیگر دشمن با پیمان‌شکنان است و در این راه تا آن میزان با آنها مبارزه می‌کند که آنها را از میان بردارد. «اگر خانه خدا یا دهخدا یا شهربان یا شهریار مهردروج باشد، مهر خشمگین آزرده، خانه و ده و شهر و کشور و بزرگان خانواده و سران روستا و سروران شهر و شهریاران کشور را تباه کند» (اوستا، مهریشت، بند ۱۷)[۷]
- شهریاری، مهر می‌تواند شهریاری و عظمت را به هر کس که بخواهد ببخشد یا بازپس گیرد چرا که او شهریار همه سرزمین‌ها و فرهمندترین آفریدگار اهورامزدا است.[۸]

### میترا به عنوان الوهیت هندو
اگرچه میترا-وارونا از اسوراها هستند، اما نه به عنوان شیاطین بلکه در ریگ ودا به عنوان دوا (هندوئیسم) (ایزدان هندو) خطاب می‌شوند. در ریگ ودا یک سرود به‌طور مستقل به میترا اختصاص داده شده است.

## میترا در ایران

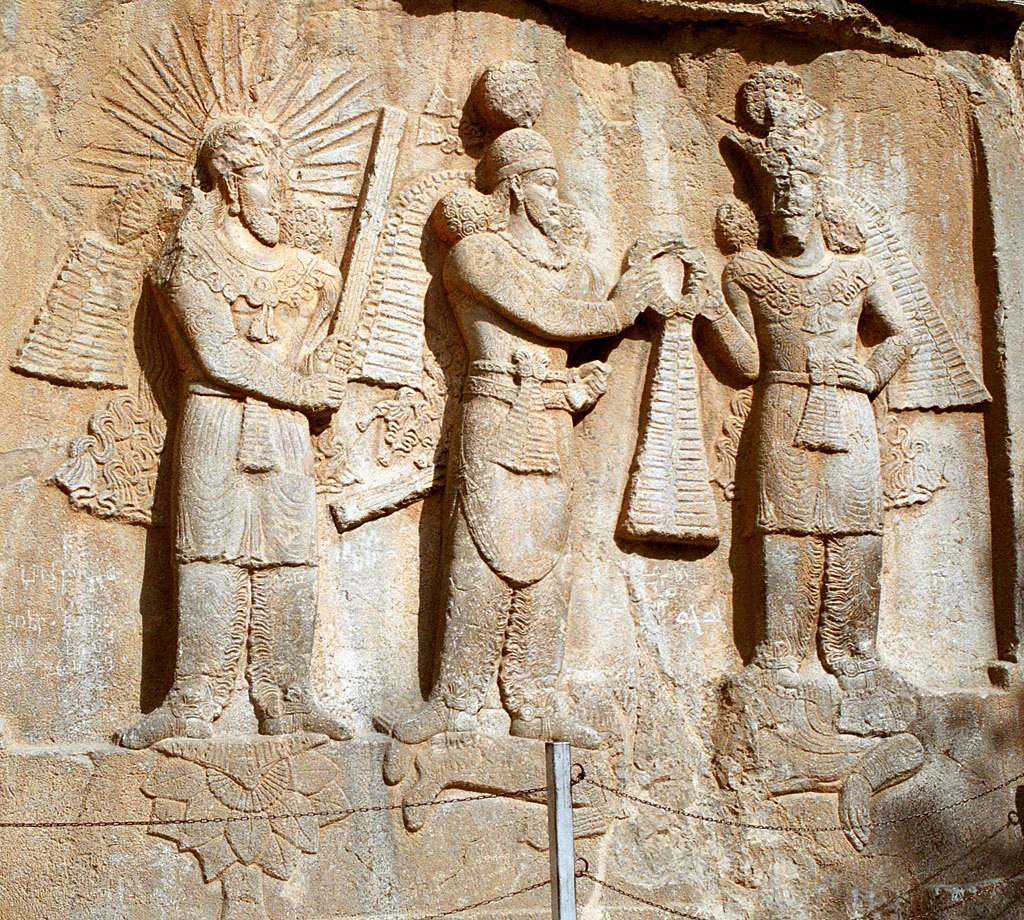
نگاره‌ای از طاق‌بستان در کرمانشاه ایران. در این نگاره شاه ساسانی شاپور دوم در میان و در سمت راست وی اهورامزدا و در سمت چپ شاه، میترا یا مهر، که با ماهیتی مذکر و مردانه توصیف شده به همراه پیکان‌های نوری همچون خورشید که از سر او در همه جهت پراکنده گشته، بر روی گل نیلوفری ایستاده است.

آغاز مهرپرستی در ایران را نمی‌توان به درستی روشن ساخت ولی می‌دانیم که بسیار پیش از آنکه کیش زرتشتی پدید آید میترا را ستایش می‌کردند. کریستن سن نوشته است چنین به نظر می‌رسد که قبل از جداشدن دو تیره هند و ایرانی از یکدیگر تفاوتی میان دو گروه از خدایان عمدهٔ آنها بوده است. یک گروه را دائوا می‌خواندند و در راس آن خدای جنگجویی به نام ایندرا قرار داشت، و گروه دیگر را اسوراها «به ایرانی اهورا» می‌گفته‌اند و بزرگ‌ترین آنها وارونا و میترا بود. پرستندگان میترا در ستایش او و خدایانی که در گرد اویند، یشت‌ها را می‌سرایند و این همان سرودهایی است که نمونه‌هایی چند از آن با اصول دینی زرتشتی تطبیق شده و در قسمت موسوم به «بخش جدید اوستا» تا امروز محفوظ مانده است.

### در گات‌ها
به موجب گات‌ها زرتشت سخت با میترا پرستی و مراسم و باورهای آن مخالف بود و زرتشت بدون یادکرد از نام مهر، با کنایات روشن مهرپرستی را نکوهیده است. مهم‌ترین مراسم مهرپرستان قربانی کردن گاو نر بود. پس از ظهور زرتشت به دلایلی مانند مقابله با نمادهای مهرپرستی، ترویج یگانه‌پرستی، لزوم یکجانشینی و توسعهٔ تمدن، با قربانی کردن گاو به شدت مقابله می‌شود و حراست و حمایت از گاو مورد توجه خاص زرتشت قرار می‌گیرد. زرتشت در گات‌ها از کیان و کرپان و اوسیج‌ها که دسته ای از امرا و پیشوایان دیویسنان بودند بدگویی می‌کند که به حیوانات ظلم و بیداد روا می‌دارند و به جای آنکه آنان را بپرورانند و به زراعت وادار سازند، آنان را به ناله درمی‌آورند حتّی زرتشت در گات‌ها به کسانی که حیوانات را با فریاد شادمانه قربانی می‌کنند، نفرین می‌فرستد.

### مزدیسنا
پس از آمدن زرتشت، میترا یکی از ایزدان یا فرشتگان آیین مزدیسنا گردید و در ایران بیشتر به عنوان مهر شناخته می‌شود. با وجود آنکه مهر، در آیین زرتشت تا حدودی از جایگاهش در آیین مهری نزول پیدا می‌کند؛ امّا در اوستایی که بعدها گردآوری شد، همچنان با اقتدار باقی ماند.

#### آفرینش در بندهشن
در میترائیسم کشته شدن گاو نخستین توسط میترا معروف است و در اعتقادات میترایی، ریختن خون گاو سبب رشد نیروی باروری زمین می‌شد. به همین دلیل، در این آیین، قربانی کردن گاو بسیار مهم بوده و در غارها و معابد مهری- موسوم به «مهرابه» (میترائیسم در رومی)- جایگاه‌هایی برای آن تعبیه شده بود که تصاویر آن بر دیواره‌های این غارها باقی مانده است؛ مراسمی که معمولاً توسط روحانیون و بزرگان قبایل، همراه با نوشیدن شربت مسکر «هوم» و در بهار انجام می‌شد. با این حال، این اقدام مهر در آیین زرتشتی مورد مذمت قرار گرفته و با توجه به تقدس ایزد مهر، کشتن گاو به اهریمن نسبت داده شده است. در بندهشن که تفسیری از اوستا (در اواخر دوره ساسانی) است، از «گاو یکتاآفریده» به عنوان پنجمین آفریدهٔ اورمزد یاد شده است و مطابق روایات زرتشتی، این گاو در اثر حملهٔ اهریمن به جهان اورمزدی کشته شد (بند ۴۴) و نطفه اش به ماه رفت و پس از آن که در نور ماه پالوده شد، گونه‌های مختلف جانوران از آن پدید آمدند.

### آیین زروانی
پلوتارخ مهر را میانجی نامیده در حالی که در هیچ متن ایرانی برای مهر چنین لقبی ذکر نشده است. تردیدی نیست که نقش میانجی‌گری مهر خصوصیتی است مربوط به آئین زروانی. ازنیک اسقف ارمنی دربارهٔ یکی از رویدادهای مربوط به ستیز هرمزد و اهریمن شرحی کوتاه و پیچیده آورده است:

 اهریمن هرمزد را به میهمانی خواند. هرمزد فرا رسید ولی به شرطی پذیرفت نان بخورد که نخست پسران آن دو به زورآزمایی پردازند. چون پسران اهریمن بر پسران هرمزد چیره شدند، پدرانشان به جستجوی داوری پرداختند و چون کسی را نیافتند. خورشید را از برای این منظور آفریدند.
در آیین زروانی، میترا هم میانجی مابین اهورامزدا و اهریمن است و هم خدای پیمان و عهد. در اینجا شکل‌گیری افسانهٔ ابتدایی وجود خدای چهار پیکره را می‌یابیم.
|  |  |  |  |  |  |  |  |  |  |  |  |  |  |  |  |  |  |  |  |  |  |  |  |  |  |  |  |  |  |  |  |  |  |  |  |                                |                                |                                |                                |                                |                                |  |  |  |  |  |  |  |  | زروان خدای بی‌اثر              |                               |                               |                               |                               |                               |  |  |  |  |  |  |  |  |                            |                            |                            |                            |                            |                            |  |  |  |  |  |  |  |  |  |  |  |  |  |  |  |  |  |  |  |  |  |  |  |  |  |  |  |  |  |  |  |  |  |  |  |  |  |  |  |  |  |  |  |  |  |  |  |  |  |  |  |  |  |  |
|  |  |  |  |  |  |  |  |  |  |  |  |  |  |  |  |  |  |  |  |  |  |  |  |  |  |  |  |  |  |  |  |  |  |  |  |                                |                                |                                |                                |                                |                                |  |  |  |  |  |  |  |  |                               |                               |                               |                               |                               |                               |  |  |  |  |  |  |  |  |                            |                            |                            |                            |                            |                            |  |  |  |  |  |  |  |  |  |  |  |  |  |  |  |  |  |  |  |  |  |  |  |  |  |  |  |  |  |  |  |  |  |  |  |  |  |  |  |  |  |  |  |  |  |  |  |  |  |  |  |  |  |  |
|  |  |  |  |  |  |  |  |  |  |  |  |  |  |  |  |  |  |  |  |  |  |  |  |  |  |  |  |  |  |  |  |  |  |  |  |                                |                                |                                |                                |                                |                                |  |  |  |  |  |  |  |  |                               |                               |                               |                               |                               |                               |  |  |  |  |  |  |  |  |                            |                            |                            |                            |                            |                            |  |  |  |  |  |  |  |  |  |  |  |  |  |  |  |  |  |  |  |  |  |  |  |  |  |  |  |  |  |  |  |  |  |  |  |  |  |  |  |  |  |  |  |  |  |  |  |  |  |  |  |  |  |  |
|  |  |  |  |  |  |  |  |  |  |  |  |  |  |  |  |  |  |  |  |  |  |  |  |  |  |  |  |  |  |  |  |  |  |  |  | اهورامزدا بالاترین سرور کیهانی | اهورامزدا بالاترین سرور کیهانی | اهورامزدا بالاترین سرور کیهانی | اهورامزدا بالاترین سرور کیهانی | اهورامزدا بالاترین سرور کیهانی | اهورامزدا بالاترین سرور کیهانی |  |  |  |  |  |  |  |  | میترا میانجی خدای پیمان و عهد | میترا میانجی خدای پیمان و عهد | میترا میانجی خدای پیمان و عهد | میترا میانجی خدای پیمان و عهد | میترا میانجی خدای پیمان و عهد | میترا میانجی خدای پیمان و عهد |  |  |  |  |  |  |  |  | اهریمن خدای جهان مرگ تاریک | اهریمن خدای جهان مرگ تاریک | اهریمن خدای جهان مرگ تاریک | اهریمن خدای جهان مرگ تاریک | اهریمن خدای جهان مرگ تاریک | اهریمن خدای جهان مرگ تاریک |  |  |  |  |  |  |  |  |  |  |  |  |  |  |  |  |  |  |  |  |  |  |  |  |  |  |  |  |  |  |  |  |  |  |  |  |  |  |  |  |  |  |  |  |  |  |  |  |  |  |  |  |  |  |
|  |  |  |  |  |  |  |  |  |  |  |  |  |  |  |  |  |  |  |  |  |  |  |  |  |  |  |  |  |  |  |  |  |  |  |  | اهورامزدا بالاترین سرور کیهانی | اهورامزدا بالاترین سرور کیهانی | اهورامزدا بالاترین سرور کیهانی | اهورامزدا بالاترین سرور کیهانی | اهورامزدا بالاترین سرور کیهانی | اهورامزدا بالاترین سرور کیهانی |  |  |  |  |  |  |  |  | میترا میانجی خدای پیمان و عهد | میترا میانجی خدای پیمان و عهد | میترا میانجی خدای پیمان و عهد | میترا میانجی خدای پیمان و عهد | میترا میانجی خدای پیمان و عهد | میترا میانجی خدای پیمان و عهد |  |  |  |  |  |  |  |  | اهریمن خدای جهان مرگ تاریک | اهریمن خدای جهان مرگ تاریک | اهریمن خدای جهان مرگ تاریک | اهریمن خدای جهان مرگ تاریک | اهریمن خدای جهان مرگ تاریک | اهریمن خدای جهان مرگ تاریک |  |  |  |  |  |  |  |  |  |  |  |  |  |  |  |  |  |  |  |  |  |  |  |  |  |  |  |  |  |  |  |  |  |  |  |  |  |  |  |  |  |  |  |  |  |  |  |  |  |  |  |  |  |  |
|  |  |  |  |  |  |  |  |  |  |  |  |  |  |  |  |  |  |  |  |  |  |  |  |  |  |  |  |  |  |  |  |  |  |  |  | آسمان روز                      | آسمان روز                      | آسمان روز                      | آسمان روز                      | آسمان روز                      | آسمان روز                      |  |  |  |  |  |  |  |  |                               |                               |                               |                               |                               |                               |  |  |  |  |  |  |  |  | آسمان شب                   | آسمان شب                   | آسمان شب                   | آسمان شب                   | آسمان شب                   | آسمان شب                   |  |  |  |  |  |  |  |  |  |  |  |  |  |  |  |  |  |  |  |  |  |  |  |  |  |  |  |  |  |  |  |  |  |  |  |  |  |  |  |  |  |  |  |  |  |  |  |  |  |  |  |  |  |  |

### در آیین مانوی
«مهریزد» از ایزدان مهم آیین مانوی و از ناجیان هرمزدبغ و آفریننده کیهان مادی است. او صف دیوان را در هم می‌شکند و هرمزدبغ را نجات می‌دهد و از تن دیوان شکست خورده جهانی را که به زعم مانویان هولناک می‌باشد توسط او خلق می‌شود و او در جهان مادی در آرزوی پیوستن به روشنایی می‌ماند. نام دیگر این ایزد «روح زنده» است. مهریزد در پایان جهان نیز به عنوان جنگجو و به زنجیر کشنده نیروهای تاریکی ظاهر می‌شود. دین مانی با آئین زروانی بیش از هر کیش دیگری ارتباط و بستگی دارد. شبیه این اسطوره زروانی در دین مانوی نیز دیده‌می‌شود. «پاسداری پیمان» بین مینوی نیک و بد از وظایف مهر است. اینک این پرسش پیش می‌آید که مهر چگونه پیمانی بین دو ایزد هم آویز بسته است؟ تصور می‌رود عهد و قراری است که ترتیب فرمانروایی دو ایزد بر جهان و زمان پادشاهی هر یک از آنان از روی آن تعیین می‌شود.
نریسه ایزد یا «فرستادهٔ سوم» نخستین ایزد از ایزدان مرحلهٔ سوم آفرینش در آیین مانوی است. مهم‌ترین ایزد آفرینش دوم در فارسی میانه مانوی «مهرایزد» (روح زنده) نام داشت اما در متون پارتی و سغدی مانوی یکی از نام‌های پیامبر یا فرستادهٔ سوم «مهرایزد» است. مهر به عنوان پیامبر سوم یاور و نجات دهنده بشریت است.
در کیش مانی میترا نجات بخش جهان در رستاخیز پیش از اشتعال جهان معرفی شده است. میترا در آسمان هادی ارواح مؤمنان است. در مذهب مانی نیز به رستاخیز و معاد اهمیت
زیادی داده شده است. میترا هم چون میانجی میان خداوند و مردمان رهاننده یا رستگار کنندهٔ آنان است و از این رو صفت و لقب برجسته سوشیانت است. میترا هم رهاننده است و هم بخشندهٔ گناهان و لقب داور آفرینش را نیز دارا می‌باشد.

### دوره هخامنشی
در دوره هخامنشی در کتیبه‌های اردشیر دوم و اردشیر سوم نام میترا در کنار نام‌های اهورامزدا و آناهیتا آمده است و گاه تنها همراه با نام اهورامزدا ذکر شده است. چنین بر می‌آید که در زمان هخامنشی پرستش میترا در میان توده مردم گسترش و اهمیت بسیار داشته است.

### دوره سلوکی
در دوران فتح ایران توسط اسکندر، ایالت «درنگیانا» (سیستان) یکی از معدود مناطقی بود که توانسته بود با استفاده از روح سلحشوری قابل توجه قبایل سکایی ساکن در آن در برابر تهاجمات لشگریان فاتح مذکور مقاومت نموده و استقلال خود را حفظ نماید و به همین سبب بود که در پی عزم بخشی از جمعیت مغ‌های بیگانه‌ستیز در مهاجرت از سرزمین «راگا» (ری کنونی) ـ که پایگاه تاریخی مغ‌ها دانسته می‌شد و تحت سلطهٔ سپاه یونانیان گجسته قرار گرفته بود ـ پذیرای مهاجرین مذکور و خانواده‌های آن‌ها گردید.
یکی از سنت‌هایی که تحت تأثیر شرایط حاکم و آرمان مغهای [[زروان]]ی در بازیابی استقلال خدشه‌دار شدهٔ کشور از یوغ بیگانگان، بیش از دیگر سنت‌های رایج مورد توجه قرار گرفت. باورهای مربوط به منجی‌های سه‌گانه (هوشیدر، هوشیدر ماه و سیاوشانس بود که در تطابق با افزایش روح استقلال طلبی و سلحشوری جامعهٔ سکایی ساکن در سیستان دچار اصلاحات شده و در سیمای تازه‌ای مبتنی بر بشارت ظهور ناجی یگانه ارائه گردید. در این اصلاحات میترا یا مهر که از دیرباز به عنوان خدای محبوب قبایل سلحشور ایرانی از رونق قابل توجهی در اصول اعتقادی رایج قبایل مذکور برخوردار بود و در عهد هخامنشیان نیز توانسته بود با اتکاء به همین محبوبیت خود، ضمن نفوذ در مبانی اعتقادی آیین مزدیسنا، در کنار اهورامزدا و آناهیتا به عنوان یکی از خدایان مورد تقدیس دربار هخامنشی اهمیتی گسترده یابد، در تطابق با آرمان سلحشورانه و استقلال طلبانهٔ قبایل ساکن در سیستان، به عنوان منجی برگزیده، به محور اساسی سنت‌های اعتقادی قبایل مذکور مبدل گردید. این امر با اشاعهٔ ادعای مربوط به بشارت ظهور وی و مشروعیت بخشیدن به این بشارت از طریق انتساب آن به اشو زرتشت میسر گردید. بر اساس این بشارت اشو زرتشت ظهور ناجی برگزیده ای را نوید می‌دهد که از نطفه وی و از بطن مادری باکره زاده خواهد شد و با رسالت رهایی ایرانیان از یوغ سلطهٔ نیروهای اهریمنی پای به جهان خاکی گذارده و با متحد ساختن ایرانیان، آن‌ها را در مبارزات رهایی‌بخش خود رهبری خواهد کرد.
از آن جا که مؤمنان میترایی، میترا را به عنوان موعود رهایی‌بخش و یاور خود در مبارزات استقلال طلبانهٔ آن‌ها علیه سلطهٔ عوامل اهریمنی می‌شناختند، لذا بر آمادگی ذهنی و جسمی مؤمنان تأکید بسیار داشته و می‌کوشیدند تا با انجام ریاضت‌ها و برنامه‌های خود سازی به ارتقاء توانمندی‌های خود بپردازند. این امر با رواج باور مبتنی بر سلوک هفتگانه و طی طریق به صورت هفت مرحله همراه بود و در طی آن کسانی که می‌خواستند به سلک سربازان میترا در آیند، اقدام به پشت سر نهادن هفت مرحله ریاضت می‌نمودند. این مراحل هفتگانه با نام‌های «کلاغ»، «نامزد»، «جنگی»، «شیر»، «پارسا» (پارسی در میترائیسم رومی)، «مهر پویا» به بالاترین جایگاه در آیین میترا، یعنی جایگاه پیر (پدر در میترائیسم رومی) می‌رسید. داوطلب میترایی در پی گذار از هر مرحله، به نشانهٔ پایان زندگی و جایگاه گذشته و ورود به دوران جدید غسل تعمید می‌شده و خود را به عنوان «سپاهیان میترا» و «برادران میترایی» معرفی می‌نمودند. سربازان پس از پذیرفته شدن بایستی وجهه ممیزه ای داشته باشند، به همین جهت پیشانی آنها را با مُهر مِهر داغ می‌کردند و بالاخره واپسین کار، یعنی مراسم سوگند انجام می‌گرفت. این مراسم را ساکرامنتوم می‌گفتند.

### دوره اشکانی
حکومت ملوک الطوایف پارت‌ها با آزادی ادیان همراه بود. نام برخی از شاهان مانند مهرداد اول نشان از اعتقاد آنان به مهر داشت. طوریکه از روی اسامی افراد می‌توان دین آنان را تشخیص داد. اشکانیان مهرپرست بودند اما دین مهر رسمی و آیین دربار نبود زیرا هر استانی فرمانروایی به دین خود داشت و دیگر ادیان آزاد بودند. در این حکومت فدرال اگرچه دین زرتشت و مهر در کنار هم وجود داشته اما مهرپرستی بسیار قوی بوده است. نشانه‌های مهری بر سکه‌های اشکانی، معماری و تزیینات آن در منطقهٔ
ایران و خراسان بزرگ آشکار است.

### دوره ساسانی
ساسانیان حکومت مرکزی داشتند و از اواسط دوران فرمانروایی آنان، دین مزدیسنا رسمی شد اما در آثار ساسانی رد پای مهر دیده می‌شود. میترا و آناهیتا ایزدان خورشید و ماه در تمام دوران ساسانی حضور داشته و نشانه‌های آن در هنر و فرهنگ این دوران آشکار است. نقش برجسته میترا در تاق بستان از دوران ساسانی برجاست.

## میترا در کوماژن

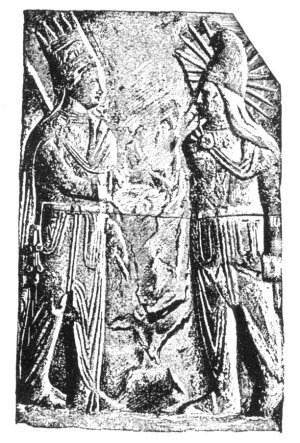
میترا با کلاه فریگی در سمت راست و آنتیوخوس یکم شاه کوماژن در سمت چپ، (نقش برجسته متعلق به سده نخست پیش از میلاد در کوه نمرود)

خدایی میترایی وجود دارد که در بناهای تاریخی در کوماژن (منطقهٔ جنوب آناتولی امروزی) نام او ذکر شده است. به گفته مارتن ورمازرن باستان‌شناس، شواهد قرن اول پیش از میلاد در کوماژن نشان دهنده «احترام به میترا» است اما به «اسرار» اشاره نمی‌کند. در مجسمه عظیمی که توسط پادشاه آنتیوخوس یکم تئوس کوماژن (۶۹–۳۴ قبل از میلاد) در کوه نمرود برپا شده است، میترا بدون ریش با کلاه فریگی نشان داده شدهو در اصل بر تختی در کنار دیگر خدایان و خود پادشاه نشسته است. در پشت تخت کتیبه‌ای به زبان یونانی وجود دارد که نام آپولون میترا هلیوس را به صورت ژنی (Ἀπόλλωνος Μίθρου Ἡλίου) درج گردیده است. مارتن ورمازرن همچنین از آیین میترا در قرن سوم پیش از میلاد گزارش می‌دهد. ریچارد دیوید بارنت استدلال کرده است که مهر سلطنتی شاوشتاتار پادشاه میتانی از ق. ۱۴۵۰ قبل از میلاد میترای تاروکتونی را به تصویر می‌کشد.

## در یهودیت
پژوهشگر کتاب مقدس هوگو اودبرگ این فرضیه را مطرح می‌کند که نام متاترون ممکن است از نام میترای ایرانی ریشه گرفته باشد. او تعدادی شباهت بین متاترون و میترا فهرست کرده و عملکردهای آسمانی مشابه آنها را برجسته می‌کند. به نظر اودبرگ تصویر میترا به عنوان نگهبان جهان، میانجی برای زمین، شاهزادهٔ جهان، و شاهد همه افکار، گفتار و کردار، عنوان‌ها و فعالیت‌های مشابهٔ متاترون را به یاد می‌آورد.

## در بوداگرایی

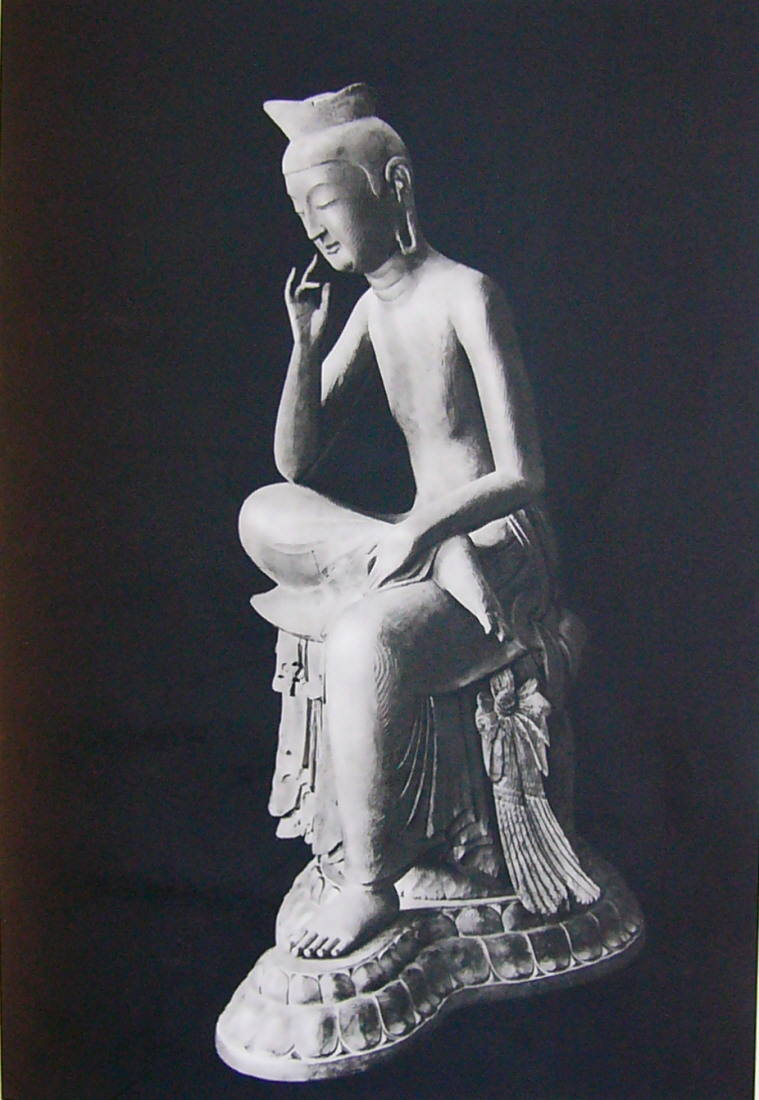
مجسمه میتریا، در معبد کوریو در کیوتو، ژاپن

بر پایه آخرت‌شناسی بودایی، مایتریا (Maitreya)، بودای آینده خواهد بود و اندیشه منجی و مصلح با مفهوم میتریا مطرح می‌شود. این واژه در زبان سانسکریت به معنای «دوست»، «خیرخواه» و «مهربان» است. گفته می‌شود که او در بهشت توسیتا دوباره متولد شده است و در دربار درونی این بهشت زندگی می‌کند و اکنون در آنجا به امرای آسمانی آموزش می‌دهد. به باور گروهی از بودائیان، میتریا آن بیدارگر (بوداسفی) است که در آینده بر روی زمین پدیدار می‌شود. میتریا جانشین بودای تاریخی گوتاما بودا خواهد شد و به «فرمانروایی جهان» خواهد رسید. اعتقاد به مایتریا در هند در حدود آغاز قرن اول حاکم بود و بعد به چین و ژاپن گسترش یافت.
اولین ذکر مایتریا، در پالی ۲۶ به نام «کاکاواتی شیاندا سوترا»، در دیگا نیکایا، بخشی از کتاب مقدس پالی کانون به این شرح به نقل از گوتاما بودا آمده است:
برخی حدس زده‌اند که الهام‌بخش میتریا ممکن است از میترا، خدای باستانی مردمان هندوایرانی گرفته شده باشد. به نظر می‌رسد مقایسه اولیه بین این دو شخصیت شباهت نام آنها باشد، در حالی که مقایسه ثانویه این است که انتظار می‌رود که هر دو در آینده بیایند.

### بوداگرایی ژاپنی
میترا در پادشاهی کوشان به زبان باختری «میرو» Miiro نامیده می‌شد و اعتقاد بر این است که این شکل خاستگاه کلمه «میروکو» (موعود در بوداگرایی ژاپنی) بوده است. و خدای خورشید «میرو» در پادشاهی کوشانی بر شکل‌گیری بودا میروکو (موعود) تأثیر گذاشته است.
طبق فرضیه ماتسوموتو بونزابورو، از طریق تحلیل سیستماتیک اسطوره‌شناسی و زبان‌شناسی تطبیقی، نظام اساطیری میترائیسم به عنوان یک بوداسف (بودیساتوا) در بودیسم پذیرفته شد و یک «میروکوی» آخرالزمانی منحصر به فرد در ژاپن با محوریت مایتریا شکل گرفت.

## میتراس روم
«میتراس» یونانی/لاتین "Mithras"، خدای کانونی میترائیسم در جهان یونانی رومی و شکل اسمی میترا در غرب است. برخلاف معنای اصلی اوستایی «قرارداد» یا «عهد» (که هنوز در متون فارسی میانه پس از ساسانی مشهود است)، احتمالاً میترائیست‌های یونانی-رومی این نام را «واسطه» می‌دانستند. در بحث قرن اول پلوتارک در مورد الهیات دوگانه، ایسیس و اوزیریس تاریخ‌نگار یونانی در خلاصه‌ای از دین زرتشتی توضیح زیر را از این نام ارائه می‌دهد: میترا واسطه بین اهورامزدا و اهریمن [...] و به همین دلیل است که مردمان ایرانی‌تبار او را «میترای میانجی» می‌نامند. رابرت چارلز زینر این ریشه‌شناسی غلط را به نقشی نسبت می‌دهد که میترا (و خورشید) در شاخه منقرض شده زرتشتی به نام آیین زروانی ایفا کرده است.
میتراس رومی، مذکر بوده و خدای جنگ‌آور است درحالی‌که شمشیر یا خنجر در دست دارد. چنان‌که از نقش برجسته‌های اروپایی در معابد میترایی دیده می‌شود. از برخورد دو سنگ در تاریکی آذرخشی به وجود می‌آید و نوری ساطع شده که مهر از آن پدیدار می‌شود. تولد میترا با نور و روشنایی همراه به‌شمار می‌رود.

### میترائیسم
دبلیو. تی. جونز نویسنده کتاب تاریخ فلسفه غرب نوشته است «اعتقاد اصلی میترائیسم، اعتقاد به خدایی ناجی بود که پرستش او نوید زندگی ابدی را می‌داد.» در جهان روم تا آغاز قرن ۲ میلادی اطلاع چندانی از میتراس وجود ندارد، اما از سال ۱۳۶ میلادی به بعد صدها سنگ‌نبشته در ارتباط با میتراس وجود دارد. میترائیسم رومی نیز مانند مهرپرستی ایرانی دین وفاداری نسبت به پادشاه بود. به نظر می‌رسد که این آیین توسط امپراتوران رومی، به ویژه کومودوس (۱۸۰–۱۹۲)، سپتیمیوس سوروس (۱۹۳–۲۱۱)، و کاراکالا (۲۱۱–۲۱۷) حمایت شده‌باشد.

### اسطوره‌شناسی و الهیات

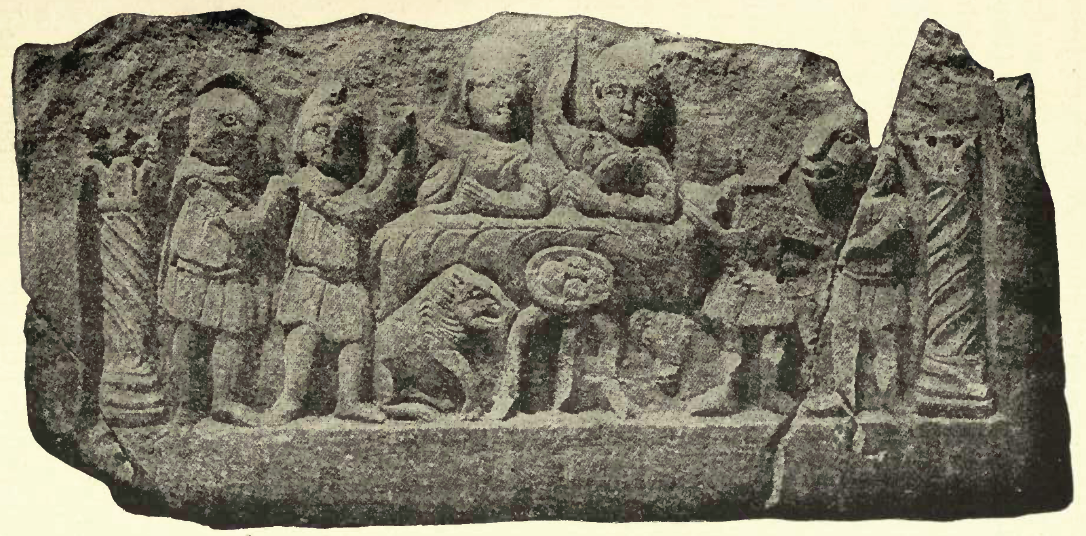
ضیافت میترایی، در مرکز میترا و سول (مظهر خورشید). نقش برجسته در کونییتس، بوسنی و هرزگوین

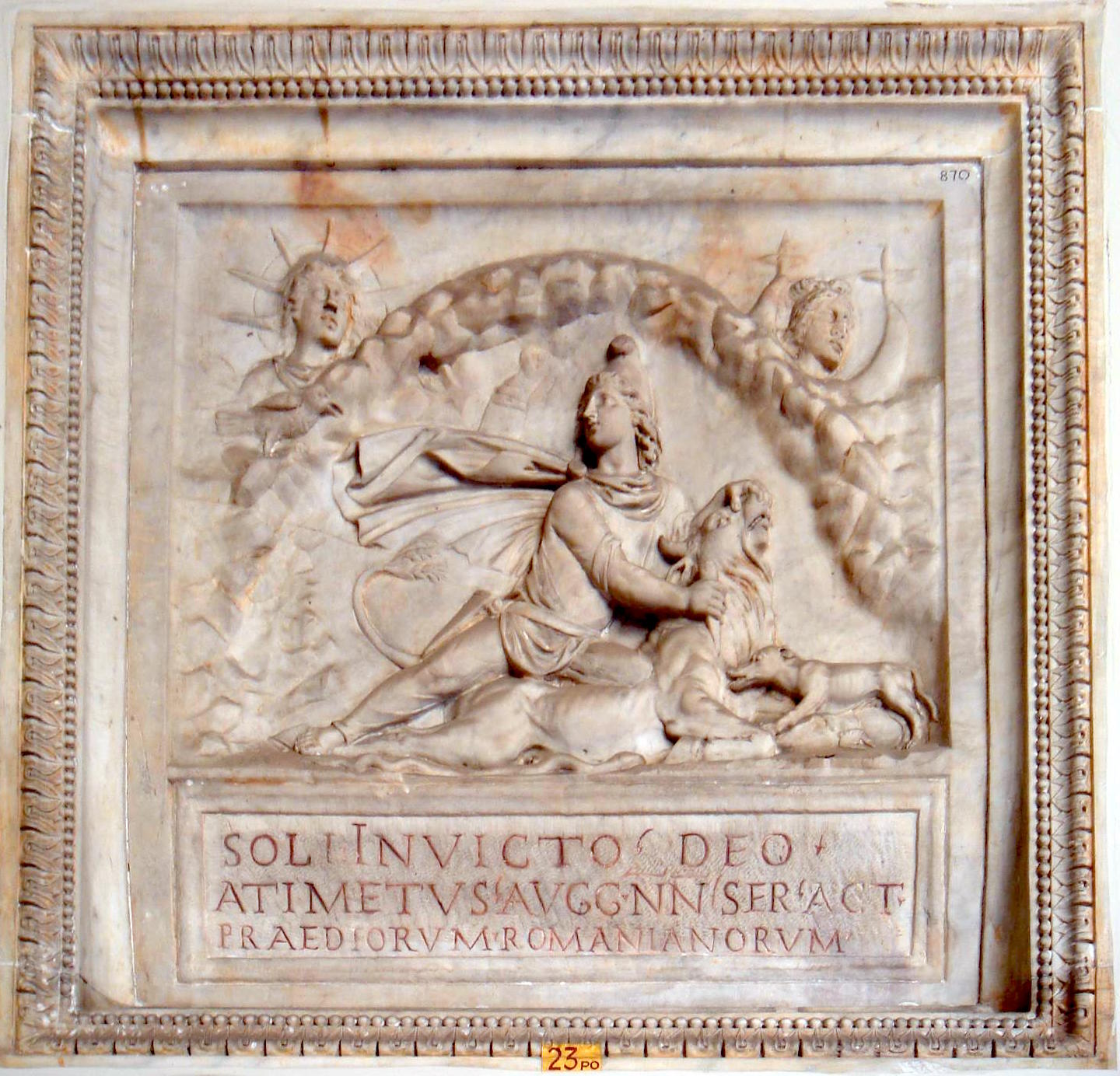
نقش‌های برجسته حجاری شده که تاروکتونی (صحنه گاوکشی میترا) را به تصویر کشیده است. ایزد ایرانی، میتراس در اینجا با نام «سول اینویکتوس» خوانده شده است. سول و لونا در بالای این نقش برجسته به چشم می‌خورند.

آفرینش جهان قسمت مرکزی اساطیر میترایی است. بر اساس اسطوره‌ها، خدای خورشید رسول خود، کلاغ را نزد میتراس فرستاد و به او دستور داد تا گاو نر را قربانی کند. میترا با اکراه دستور را اجرا کرد. در بسیاری از نقش‌های برجسته دیده می‌شود که میتراس با اندوه صورت خود را هنگام قربانی برمی‌گرداند. اما درست در لحظه مرگ گاو، معجزهٔ بزرگی رخ داد. گاو نر سفید به ماه تبدیل شد. خرقه میترا با سیارات درخشان و ستارگان ثابت به طاق آسمان تبدیل شد. از دم گاو نر و از خون او اولین خوشه‌های غلات و انگور بیرون آمدند. و از اندام تناسلی حیوان، بذر مقدسی بیرون آمدند که با کاسه ای مخلوط کننده دریافت می‌شد. همه موجودات روی زمین با ترکیبی از بذر مقدس شکل گرفتند. یکی از سرودهای میترایی شروع می‌شود: "تو ما را نیز با ریختن خون ابدی فدیه دادی. گیاهان و درختان خلق شدند. روز و شب شروع به ظهور متناوب کردند، ماه چرخه ماهانه خود را شروع کرد، فصول در طول سال رقص دایره وار خود را آغاز کردند و به این ترتیب زمان ایجاد شد. اما، با یک روشنایی ناگهانی، موجودات تاریکی از زمین بیرون آمدند. مار خون گاو نر را لیسید. عقربی سعی کرد دانه مقدس را از اندام تناسلی بمکد. بر روی نقش برجسته‌ها اغلب یک شیر نیز دیده می‌شود. با مرگ گاو نر و خلقت جهان، مبارزه بین خیر و شر آغاز شد: شرایط زندگی انسان اینگونه است. کلاغ نماد هوا، شیر نماد آتش، مار نماد زمین و کاسه نماد آب است. پس عناصر چهارگانه (هوا، آتش، خاک و آب) به وجود آمدند و همه چیز از آنها آفریده شد. پس از قربانی، میترا و خدای خورشید با هم ضیافت کردند، گوشت و نان خوردند و شراب نوشیدند. سپس میترا بر ارابه خدای خورشید سوار شد و با او از اقیانوس عبور کرد و از طریق هوا تا انتهای جهان رفت.
در میترائیسم، میترا، به هنگام رستاخیز به عنوان یک ناجی یا موعود به زمین باز خواهد گشت.